# Hannelotte Reiffen
Hannelotte Reiffen, fullständigt namn Johanna Charlotte Reiffen, född 10 oktober 1906 i Bonn, död 30 maj 1985 i Bonn, var en tysk evangelisk teolog. Hon var en av de två kvinnor som 1943 blev först i Tyskland att prästvigas. 
Reiffen studerade teologi i Marburg, Rostock och Bonn. Hon anslöt sig till Bekännelsekyrkan och verkade som vikarie i Worbis och därefter i olika församlingar i Brandenburg, innan hon som vikarie i Illmersdorf nära Ihlow kom att prästvigas av Kurt Scharf i Sachsenhausen 12 januari 1943, i uttrycklig strid med det kyrkomötesbeslut som fattats föregående år. Fram till 1947 var hon fortsatt verksam i Illmersdorf, därefter blev hon kyrkoherde i Gross Neuendorf nära Letschin. Efter pensioneringen 1967 återvände hon till Bonn, där hon bland annat verkade inom fredsrörelsen.